# إليزابيث روبنسون
إليزابيث روبنسون (بالإنجليزية: Betty Robinson) (و. 1911 – 1999 م) هي عداءة سريعة، ومنافسة ألعاب القوى، من الولايات المتحدة، ولدت في ريفرديل، شاركت في ، الألعاب الأولمبية الصيفية 1928، والألعاب الأولمبية الصيفية 1936توفيت في دنفر، كولورادو، عن عمر يناهز 88 عاماً.

## روابط خارجية
- إليزابيث روبنسون على موقع الاتحاد الأمريكي لسباقات المضمار والميدان، قاعة المشاهير (الإنجليزية)
- إليزابيث روبنسون على موقع اللجنة الأولمبية الدولية (الإنجليزية)
- إليزابيث روبنسون على موقع أوليمبيديا (الإنجليزية)